# 小行星29483
小行星29483（29483 Boeker）是一颗绕太阳运转的小行星，为主小行星带小行星。该小行星于1997年11月19日发现。

## 轨道参数
小行星29483的轨道半长轴为362 883 059 km，2.4256889 UA，离心率为0.247。